# Туманов, Олег Иванович
Олег Иванович Туманов (наст. фам. Жиликов; 26 февраля 1923 — 25 февраля 1987, Москва) — советский актёр театра и кино, писатель и сценарист.

## Биография
Родился в 1923 году в селе Подлесная Слобода, Московская губерния.
В 1940—1943 годах учился в Тбилисском театральном училище, актёр-стажер Тбилисского русского драматического театра им. А. С. Грибоедова.
Участник Великой Отечественной войны с 1943 года, 20-летним призван в РККА, служил на флоте, краснофлотец, водолаз-спасатель в 69-м аварийно-спасательном отряде (АСО) 2-й бригады подводных лодок Черноморского флота (что в дальнейшем отразил в своих рассказах, а также в немногочисленных киноролях обычно играл моряков). Награждён медалью «За победу над Германией» (1946) и Орденом Отечественной войны II степени (1985).
После демобилизации в 1947 году в течение 10 лет работал актёром в различных театрах: Краснодарский театр (1947—1949), Орджоникидзевский театр (1949—1952), Ленинградский театр (1952—1954), Смоленский театр (1955—1957).
В 1957—1969 годах — актёр Московского театра им. Н. В. Гоголя, также сыграл несколько ролей в фильмах киностудии «Мосфильм».
После 1970 года — писатель, преимущественно рассказов на морскую тематику, автор автобиографической повести «Глубже ватерлинии».

Вплоть до 1970 года актёр работает в театре и кино. Работа в столичном театре имени Н. Гоголя, съемки в кино не ограничивали творчество Олега Туманова. Он выступает с устными рассказами. А совсем недавно в издательстве «Современник» пятидесятитысячным тиражом вышла новая книга Олега Туманова « Глубже ватерлинии», в которую он включил одноимённую автобиографическую повесть и рассказы.— журнал «Морской сборник», 1980
Умер в 1987 году в Москве, похоронен на Ваганьковском кладбище (33-й участок).

## Фильмография
Актёр:
- 1955 — Тень у пирса — Сергей Никитич Агеев, мичман, бывший разведчик морской пехоты
- 1957 — Екатерина Воронина — Малахов, сплетник
- 1958 — Матрос с «Кометы» — эпизод (нет в титрах)
- 1960 — Бессонная ночь — Валя Котченко
- 1960 — Время летних отпусков — Степан Ильич Уляшев, начальник Джигорского разведрайона

Сценарист:
- 1984 — Иванко и царь Поганин
- 1986 — Красные башмачки